# Nachal Mekorot
Nachal Mekorot (hebrejsky: נחל מקורות) je vádí v severní části Negevské pouště, která spadá do pobřežní nížiny, v jižním Izraeli a v pásmu Gazy.
Začíná v nadmořské výšce okolo 100 metrů západně od vesnice Nir Am. Směřuje pak k západu mírně zvlněnou krajinou a krátce nato vstupuje na území pásma Gazy. Zde se stáčí k severu a vede podél východního okraje pásma, na okraji města Bajt Chanun. Od východu do něj z území Izraele přitéká vádí Nachal Tajach. Jižně od vesnice Erez vstupuje vádí opět na izraelské teritorium. Od jihovýchodu přijímá vádí Nachal Koses. Na severním okraji obce Erez ústí zleva do toku Nachal Šikma.